# Last Life in the Universe
Last Life in the Universe (เรื่องรัก น้อยนิด มหาศาล, Ruang rak noi nid mahasan, alternativer deutscher Titel: Leben nach dem Tod in Bangkok) ist ein thailändischer Film des Regisseurs Pen-Ek Ratanaruang aus dem Jahr 2003.

## Handlung
Der japanische Bibliothekar Kenji arbeitet in der Japan-Bibliothek in Bangkok. Er spricht nur rudimentär Thai und kommt in dem fremden Land nur schwer zurecht, zudem leidet er an Zwangsstörungen und hat Selbstmordabsichten. Seine Versuche, sich zu ermorden scheitern. Er hat Kontakt zu seinem Bruder Yukio, einem Yakuza, der vor der Rache seines Auftraggebers von Japan nach Thailand geflohen ist. Kenji trifft die Prostituierte Nid in der Bibliothek, als diese in der Bibliothek ein Buch von Yukio Mishima entlehnt und dabei eine auffällige Schuluniform trägt. Als Kenji sich von einer Brücke stürzen will, halten die Schwestern Nid und Noi mit ihrem Auto an. Nid wird beim Versuch, Kenji zu Hilfe zu eilen, überfahren.
Kenji zieht später mit Noi in das verwahrloste Haus von Nois Eltern ein, reinigt es und kommt Noi näher. Die Sprachbarriere wird von einem Wechsel vom Thai ins Japanische und später ins Englische durchbrochen. Am Ende des Filmes nimmt Noi eine Stelle als Kellnerin in Japan an.

## Kritik
„Eine zarte, eindrucksvoll fotografierte Liebesgeschichte voller Poesie, die sich auf kleine Gesten, Nuancen und Blicke konzentriert und eine rätselhafte Geschichte außerhalb des konventionellen Erzählrahmens entwickelt.“